# Bamenda
Bamenda (također Abakwa i Mankon Town) grad je u Kamerunu, sjedište regije Nord-Ouest i departmana Mezam. Nalazi se na zapadu države, 150 km od granice s Nigerijom. Bamenda je nastala spajanjem selâ Mankon, Mendakwe i Nkwen. Cestom je povezana s Yaoundéom (udaljenim 370 km) i Doualom. Smještena u brdovitom području, Bamenda ima ugodniju klimu od drugih većih gradova Kameruna.
Većina stanovništva govori engleskim jezikom, čime se razlikuju od frankofonskog ostatka države.
Prema popisu iz 2001. godine, Bamenda je imala 316.100 stanovnika, čime je bila 4. grad po brojnosti u državi.

## Vanjske poveznice

### Ostali projekti
|  | Zajednički poslužitelj ima još gradiva o temi Bamenda |